# Наумов, Стеван
Стеван Наумов (серб. и макед. Стеван Наумов; 27 октября 1920 — 12 сентября 1942) — югославский македонский студент и партизан Народно-освободительной войны, Народный герой Югославии.

## Биография
Родился 27 октября 1920 в Битоле. Окончил школу и гимназию в Битоле, в 1938 году поступил в Белградский университет на технический факультет. Во время обучения в гимназии занимался активной общественной деятельностью, был членом литературного кружка и занимался углублённо изучением немецкого языка и литературы. Переводил тексты специально для организации «Трезвая молодёжь», также обладал отменной физической силой и считался одним из лучших гимнастов. В школе познакомился с Кузманом Йосифовским, будущим народным героем, при помощи которого и заинтересовался теорией марксизма.
Во время обучения в Белграде также был весьма активен в составе студенческой группы. Участвовал в манифестациях и демонстрациях, после одной из них был задержан полицией и приговорён к аресту на шесть дней в тюрьме «Главняча», после чего сослан в Битоль. Вернувшись в Белград, он повторно угодил в тюрьму. В 1939 году вступил в Союз коммунистов Югославии, в 1940 году занял должность секретаря горкома Битолы.
После нападения Германии на Югославию начал распространять материалы с призывами к вооружённой борьбе против немцев. Закупал оружие и формировал несколько первых вооружённых отрядов, во время подготовки к сопротивлению рассорился с Методие Шаторовым, который попытался вывести Компартию Македонии из Союза коммунистов Югославии и ввести её в Компартию Болгарии.
В апреле 1942 года сформировал Битольский партизанский отряд «Пелистер», среди партизан получил псевдоним «Стив». В мае вошёл во временный партком Компартии Македонии и начал вести активную борьбу против оккупантов. Так, 6 мая 1942 Стив лично застрелил полицейского коменданта Битолы, а в августе участвовал в боях за село Кожани против болгарских войск. Совместно с Димитром Богоевским, секретарём горкома города Ресен, координировал действия партизанских отрядов.
12 сентября 1942 Стеван и Димитр пришли в село Болно и заночевали в одном из домов. Болгарская полиция, которая разыскивала партизан и потерпела поражение после одной из схваток, окружила дом и потребовала от партизан сдаться. В ответ Стеван и Димитр открыли огонь по полицейским. Когда у них не осталось патронов, они подорвали себя последней гранатой, дабы не доставаться в плен врагу.
Указом Президиума Антифашистского вече народного освобождения Югославии от 29 июля 1945 Стеван Наумов был посмертно награждён званием Народного героя Югославии.

## Память
В память о Наумове один из партизанских батальонов был назван в его честь. Также в его родном доме ныне размещён музей.

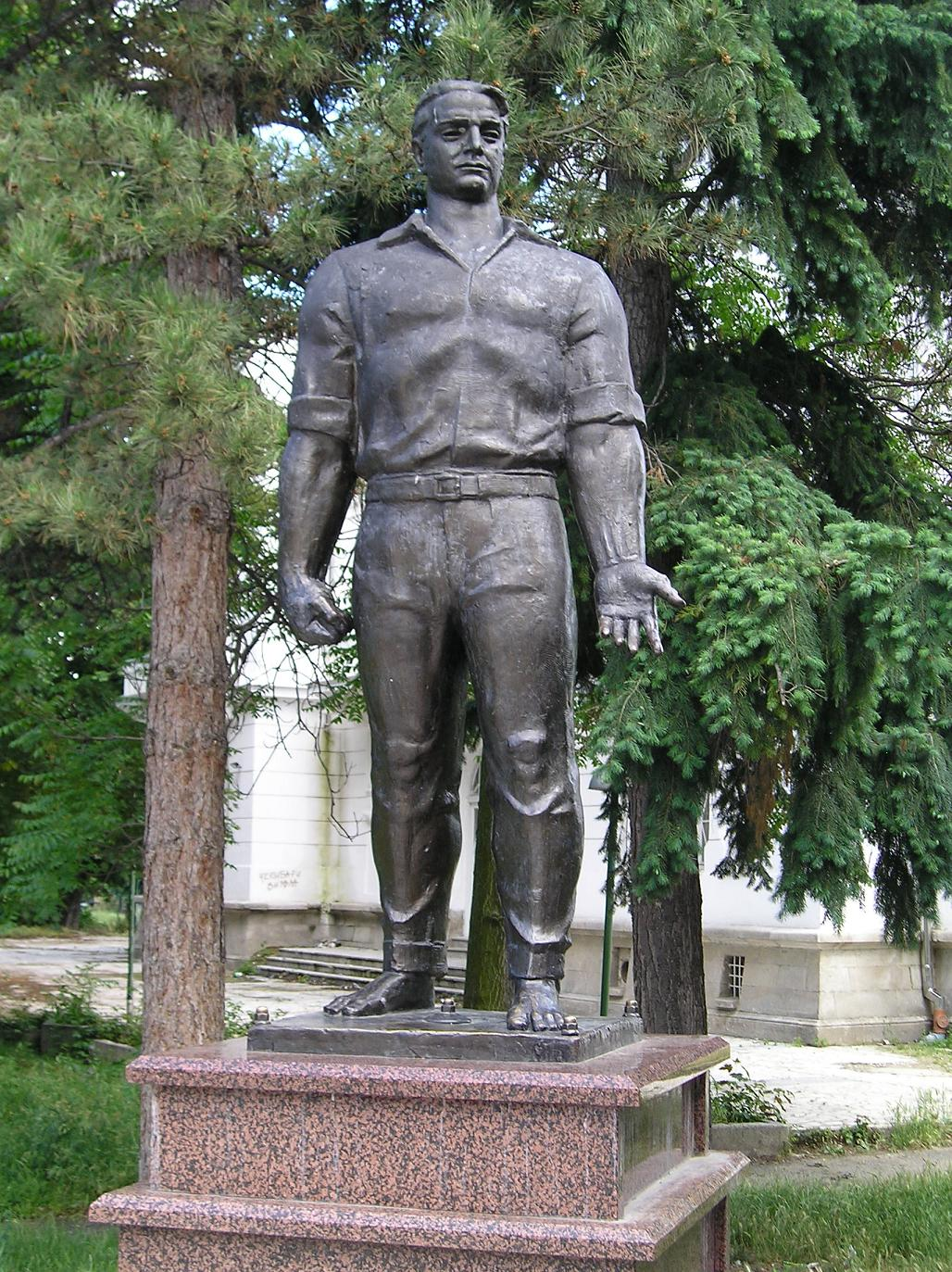
Памятник Стевану Наумову в Битоле